# Adolf Stieler

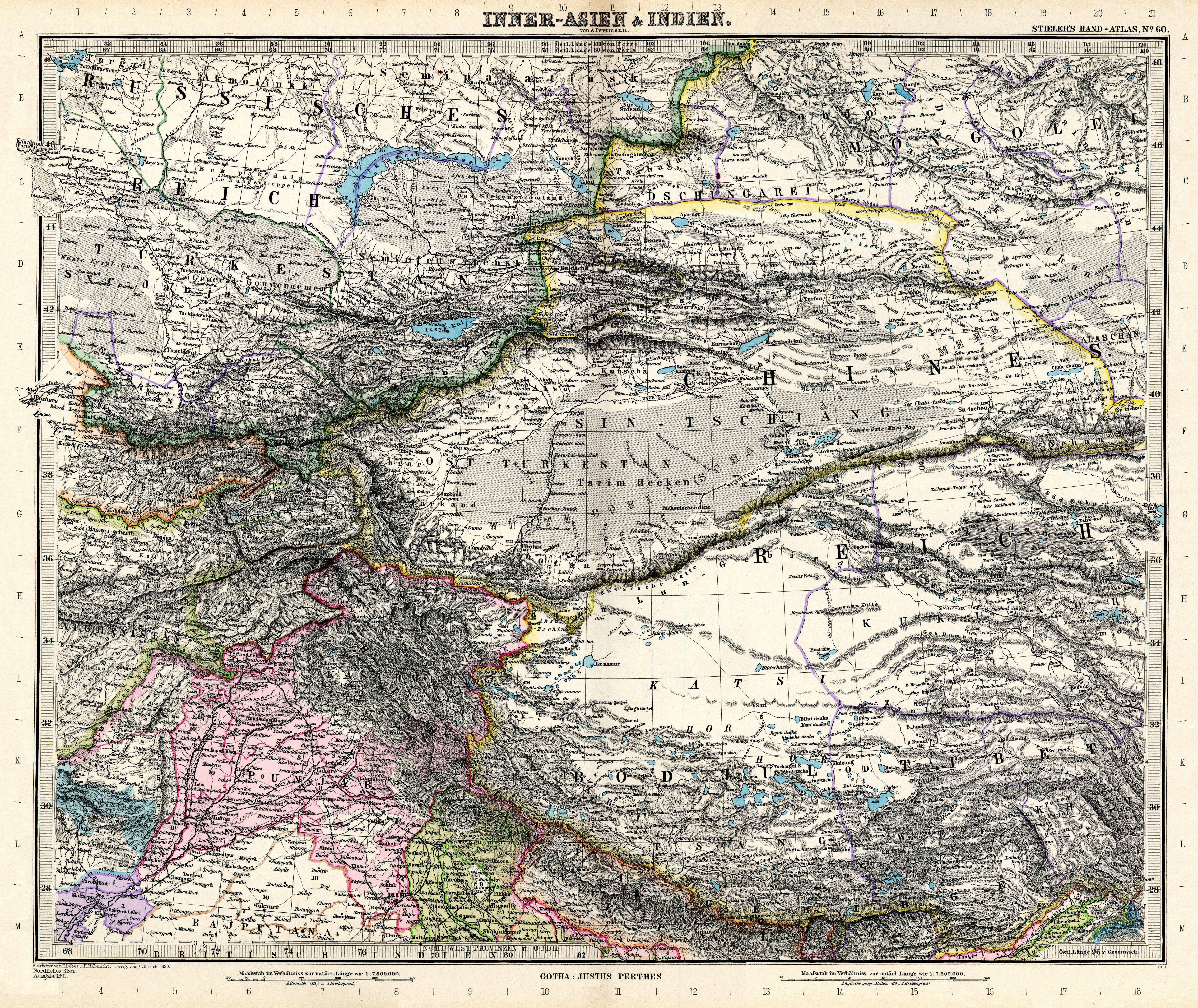
Handatlas 1891-ből

Adolf Stieler (Gotha, 1775. február 26. – Gotha, 1836. március 13.) német kartográfus.

## Élete
Jénában és Göttingenben jogot tanult, 1829-ben titkos kormánytanácsos lett. Legismertebb műve a Handatlas, melyet Christian Gottlieb Reichard közreműködésével 1817-23-ban 50 lapon Justus Perthesnél Gothában adott ki és amely a folytonos javítások és kiegészítések folytán (Carl Vogel, A. Petermann, Heinrich Berghaus, Habenicht, Koffmahn, Lüddecke és mások, 95 lap) még a 19. század végén is a legjobb atlaszok közé tartozott. Ezenkívül még közzétett 25 térképet, kiegészítésül a Handatlashoz, továbbá Németország térképe az 1803. április 27-ei birodalmi végzés szerint az 1804 szeptemberig beállott változásokkal (1805); Iskolai atlasz (1821, 73. kiad. 1894); A német államok kis térképe (30 lap, 6. kiad. 1876); Németország, Németalföld, Belgium, Svájc és a szomszédos országok (25 lap, 1: 740,000 mértékben, 1829-36, revidiálva 1876).